# 邁奧爾希納 (切爾尼夫齊區)
48°27′6″N 28°7′5″E / 48.45167°N 28.11806°E
邁奧爾希納（烏克蘭語：Майорщина）是位於烏克蘭西南部的村莊，由文尼察州裡莫希利夫-波季利斯基区的巴布欽齊市鎮負責管轄。該村始建於1400年，面積0.37平方公里，海拔高度205米，2001年人口72，人口密度每平方公里195.65人。